# Chapelle Pauline
La chapelle Pauline (en italien cappella Paolina), ou chapelle paulinienne, est une chapelle de style Renaissance du palais du Vatican, à Rome. Elle doit son nom au pape Paul III, qui la fait bâtir de 1537 à 1539. Deux grandes fresques de Michel-Ange, illustrant la Conversion de saint Paul et  le Martyre de saint Pierre, ornent ses murs latéraux. Exécutées à l'apogée de sa renommée entre 1542 et 1550, ce sont les dernières peintures de l'artiste.
Réservée au pape, la chapelle Pauline ne se visite pas. Pendant le conclave, c'est l'endroit d'où part la procession des cardinaux électeurs pour rejoindre la chapelle Sixtine où, après qu'on a chanté le Te Deum, le nouveau pontife se recueille avant de se rendre à la loggia des Bénédictions.

## Historique

### Construction et décoration

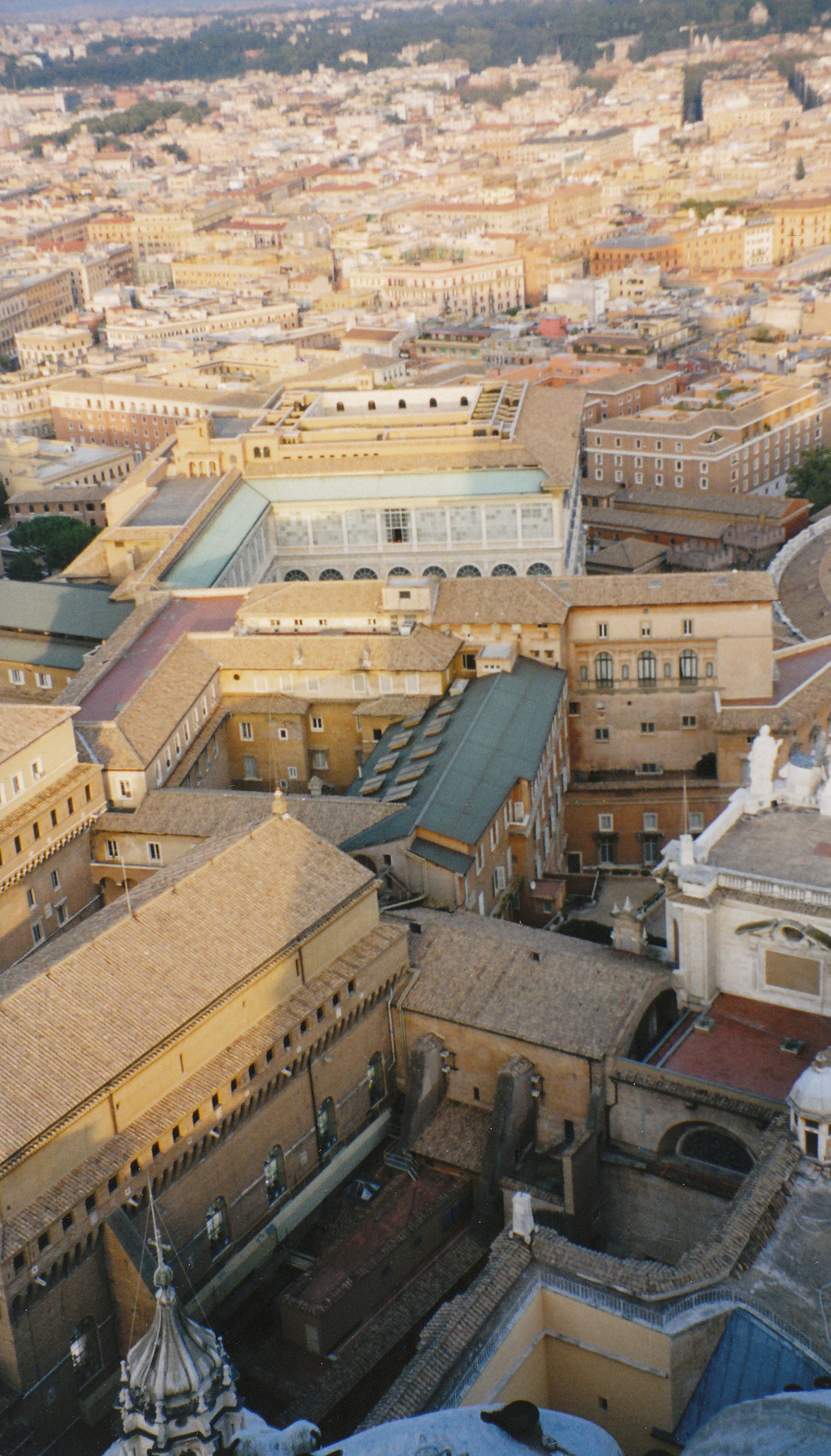
Vue depuis la coupole de San Pietro du Palais Apostolique : la chapelle Pauline se trouve en bas,
à droite.

Élu en 1534 sous le nom de Paul III, Alexandre Farnèse souhaite faire construire, à l'intérieur du palais du Vatican, une chapelle qui soit le pendant de celle qu'a édifiée Sixte IV pour conserver le Saint-Sacrement[réf. incomplète].
Élevée de 1537 à 1539, la chapelle prend le nom de son commanditaire. Paul III confie le projet à Antonio da Sangallo le Jeune, qu'il a nommé en 1536 architecte des édifices pontificaux. La chapelle est solennellement consacrée le 25 janvier 1540, fête de la Conversion de Paul à laquelle le pontife voue une dévotion particulière.
Sangallo construit le bâtiment sur les fondations d'une chapelle précédente, la « cappella parva » (« petite chapelle »), qui accueille l'exposition du Saint-Sacrement. Depuis qu'au milieu du XVe siècle la « cappella magna » contiguë (« grande chapelle », future Chapelle Sixtine) tombe en ruines, la « cappella parva » abrite les conclaves.
Vu la vocation cérémonielle du lieu, le pape doit faire appel aux services d'un artiste éminent. Or le plus grand d'entre eux est alors Michel-Ange. Avant même le dévoilement du Jugement dernier, Paul III l'a choisi. Mais l'artiste souhaite ardemment remplir le contrat qu'il a conclu avec la famille Della Rovere pour élever le tombeau de Jules II. En fait foi une lettre écrite le 12 octobre 1541 par le cardinal Alexandre, neveu de Paul III, à l'évêque Marco Vigerio, qui commente les peintures à réaliser dans la « nouvelle chapelle ».
Dès l'achèvement du Jugement dernier, Paul III charge donc Michel-Ange, alors âgé de plus de soixante ans, d'orner sa nouvelle chapelle de fresques narrant la vie des apôtres Pierre et Paul. L'artiste y exécute deux grandes fresques qui seront ses dernières œuvres peintes :
- Le Martyre de saint Pierre, sur le mur de droite, de 1542 à 1545 ;
- La Conversion de saint Paul, sur le mur de gauche, de 1545 à 1550.

Travaillant en même temps au tombeau de Jules II qu'il achève en 1545, Michel-Ange progresse lentement, entre maux physiques et empêchements divers. Sydney Joseph Freedberg observe que ses dernières peintures, commencées en novembre 1542 presque immédiatement après l'achèvement du Jugement dernier, manifestent un net changement de style, le souci de grâce et d'effet décoratif le cédant à un désir purement narratif dépourvu de considération esthétique. Pour cette raison, elles déroutent le public contemporain, qui les juge même négativement car elles ne se conforment pas aux conventions du genre. Dans les visages de saint Paul et de saint Pierre, un érudit italien reconnaît celui de Michel-Ange par superposition faciale,.
Lorsqu'il peint ces fresques, l'idée de la mort hante Michel-Ange. Le choix des sujets renvoie doublement au commanditaire, le pape Paul III : son nom de règne illustre sa dévotion à saint Paul et son rôle de souverain pontife le place comme successeur de saint Pierre. La Conversion de saint Paul établit donc un parallélisme entre l'élection du pape par le conclave et l'appel de Saül par le Christ. En parallèle, le Crucifiement de saint Pierre illustre ce que peut avoir de plus tragique une vie apostolique vouée à Jésus-Christ.
En dépit de leur valeur intrinsèque, ces compositions magistrales pâtiront toujours des chefs-d'œuvre voisins dont Michel-Ange a déjà embelli la chapelle Sixtine. 
La décoration de la chapelle Pauline prend fin sous le pontificat de Grégoire XIII. Lorenzo Sabatini agrémente les parois encadrant les fresques de Michel-Ange d'autres scènes de la vie des apôtres Pierre et Paul. Federico Zuccari orne le plafond dans le goût maniériste. Des décorations polychromes en stuc doré semblables à celles, contemporaines, de la galerie des cartes géographiques, recouvrent la voûte.
Au-dessus du maître-autel, une Transfiguration de Simone Cantarini prend place en 1645. Sous les papes suivants, notamment Alexandre VIII en 1690 puis Benoît XIV en 1741, on ajoute encore des peintures murales et on réaménage le chancel. 
Deux tapisseries de l'atelier de Pieter Coecke van Aelst, illustrant la Présentation au Temple et la Pentecôte, ornent les murs du chœur. Prospero Antichi (it), dit Le Bresciano, sculpte dans le marbre quatre couples d'anges dadophores monumentaux.

### Restaurations
Aux siècles suivants, plusieurs réfections sont entreprises :
- nettoyage général des peintures et des stucs par Domenico Spolia en 1741, sous Benoît XIV ;
- nettoyage des peintures et réalisation de la fresque du mur intérieur par Annibale Angelini (en) en 1855-1856, sous Pie IX ;
- reconstitution des fresques de l'abside et restauration de la voûte sous Léon XIII ;
- restauration des fresques de Michel-Ange par Biagio Biagetti en 1935-1936, sous Pie XI[5].

Paul VI ordonne la dernière intervention d'envergure en 1974, pour l'Année sainte suivante. Dirigée par Luigi et Giovanni Carbonara (it), elle réorganise le chœur pour conformer la liturgie aux changements prescrits par le concile de Vatican II : un autel ovale détaché du mur, où l'officiant regarde les fidèles, remplace celui qui faisait face au tabernacle ; un ambon en marbre sculpté remplace la balustrade de communion en bois. De plus, un tapis rouge recouvre le sol et les murs latéraux jusqu'à hauteur des fresques.

### Réfection de 2002-2009
En 2002 débute une importante campagne de restauration. Dirigée par Arnold Nesselrath, conduite par le laboratoire de restauration des peintures des Musées du Vatican placé sous la direction de Maurizio De Luca, elle est financée par les Patrons of the Arts. Elle vise à retrouver les couleurs originales des stucs et des fresques, en particulier celles de Michel-Ange où De Luca (au Martyre de saint Pierre) et Maria Ludmila Pustka (à la Conversion de saint Paul) suppriment les anciennes interventions.
Benoît XVI visite le site le 25 février 2009. Avec son accord, le remaniement effectué sous Paul VI est supprimé. L'ancien autel de marbre est reconstruit, en le détachant du mur pour rendre possible la célébration eucharistique à la fois « versus populum » (« face au peuple ») et « versus crucem » (« face à la croix »). L'ambon est déposé et la balustrade remise en place. Débarrassés de l'étoffe qui les recouvrait, le sol et la base des murs latéraux sont restaurés dans leur aspect d'origine.
Le sol en marbre datant de Grégoire XVI et les lambris en faux-marbre peints sous Pie IX sont restitués. Un système d'éclairage LED à lumière blanche, composé de corps lumineux non visibles installés en partie haute, est mis en place. Celui des huit anges dadophores reste en l'état,.
La restauration est présentée au public le 30 juin 2009 dans la Sala Regia par le cardinal Giovanni Lajolo, président du Gouvernorat de l'État de la Cité du Vatican, et Antonio Paolucci, directeur des Musées du Vatican.
Aux vêpres du 4 juillet 2009, pour célébrer la fin de l'Année paulinienne, Benoît XVI inaugure la chapelle rénovée.

## Description

### Emplacement

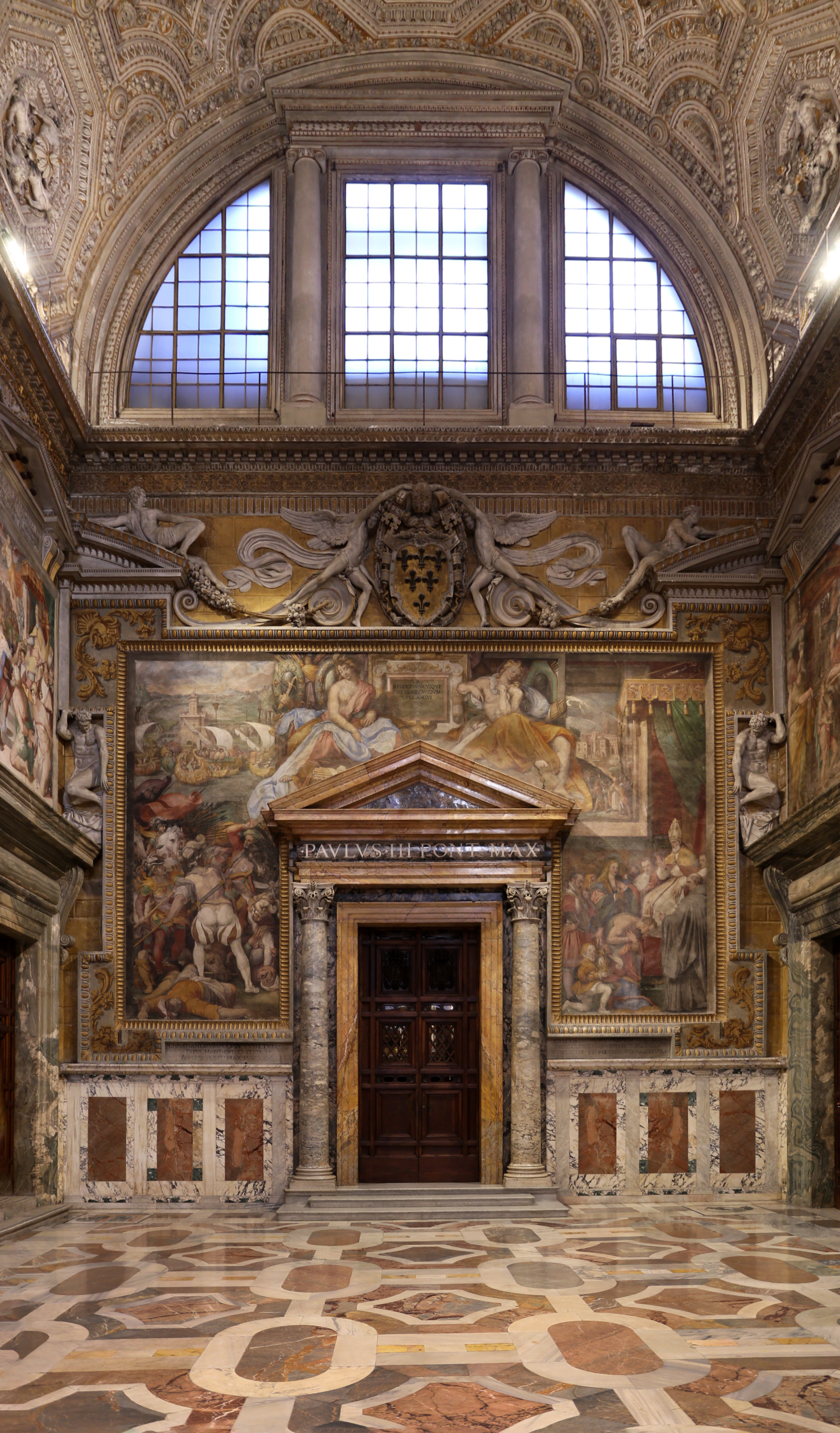
La Sala Regia, dont la porte du fond mène à la chapelle Pauline.

La chapelle Pauline se situe au premier étage du palais du Vatican, dans la première loggia adjacente à la Sala Regia. Parallèle à la façade de la basilique Saint-Pierre, elle repose sur une voûte en berceau dont l'abside s'intègre à l'édifice, au-dessus de la Pietà de Michel-ange. On y accède par un portail ouvrant sur le mur sud de la Sala Regia, surmonté d'un tympan triangulaire soutenu par deux colonnes corinthiennes, le tout en marbre.
Séparée de la Sixtine par la Sala Regia, la chapelle Pauline se situe à l'extérieur des musées du Vatican. Lieu de culte privé réservé au pape, elle ne figure sur aucun itinéraire touristique et ne se visite pas.

### Nef

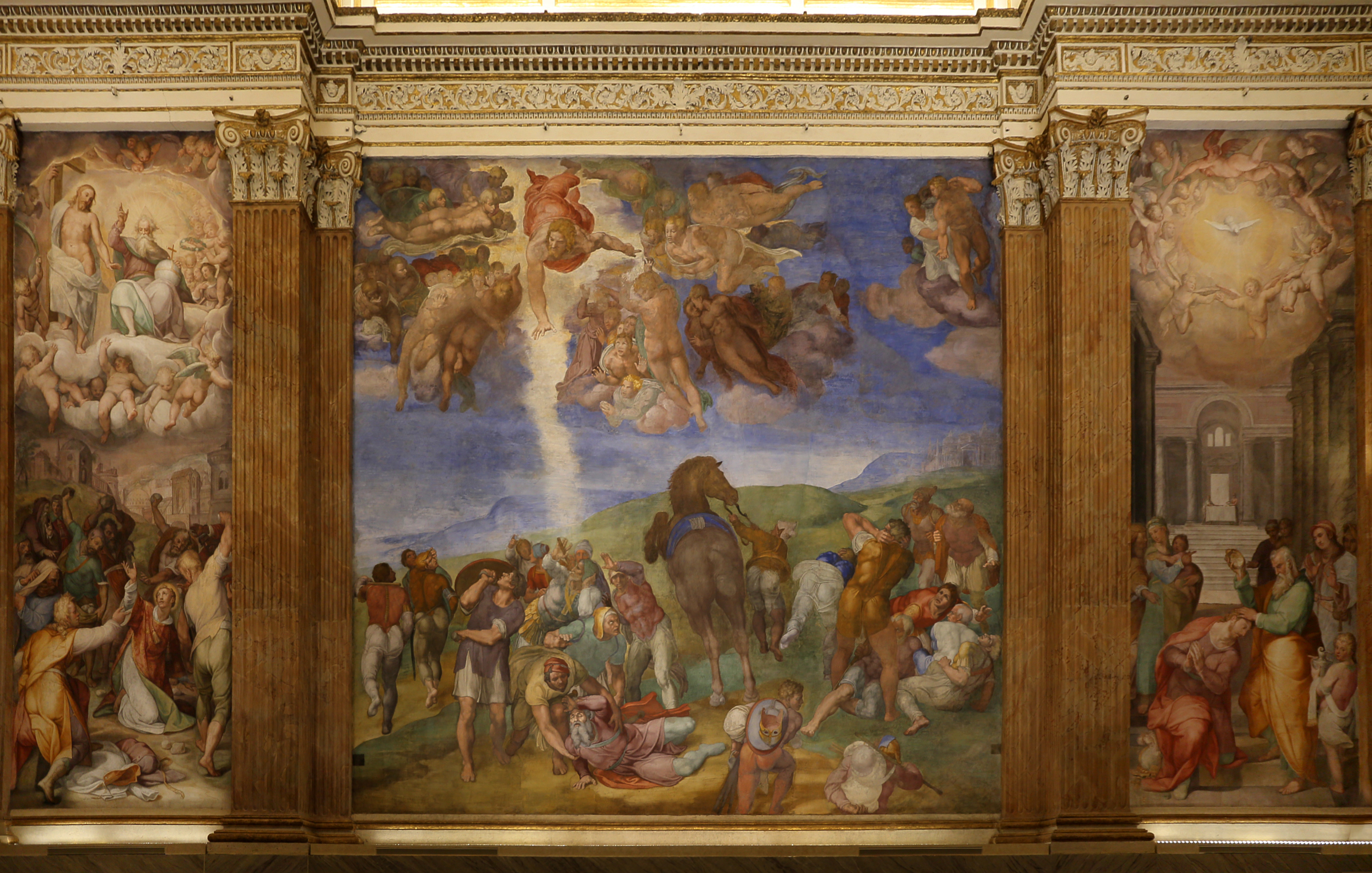
Mur de gauche.

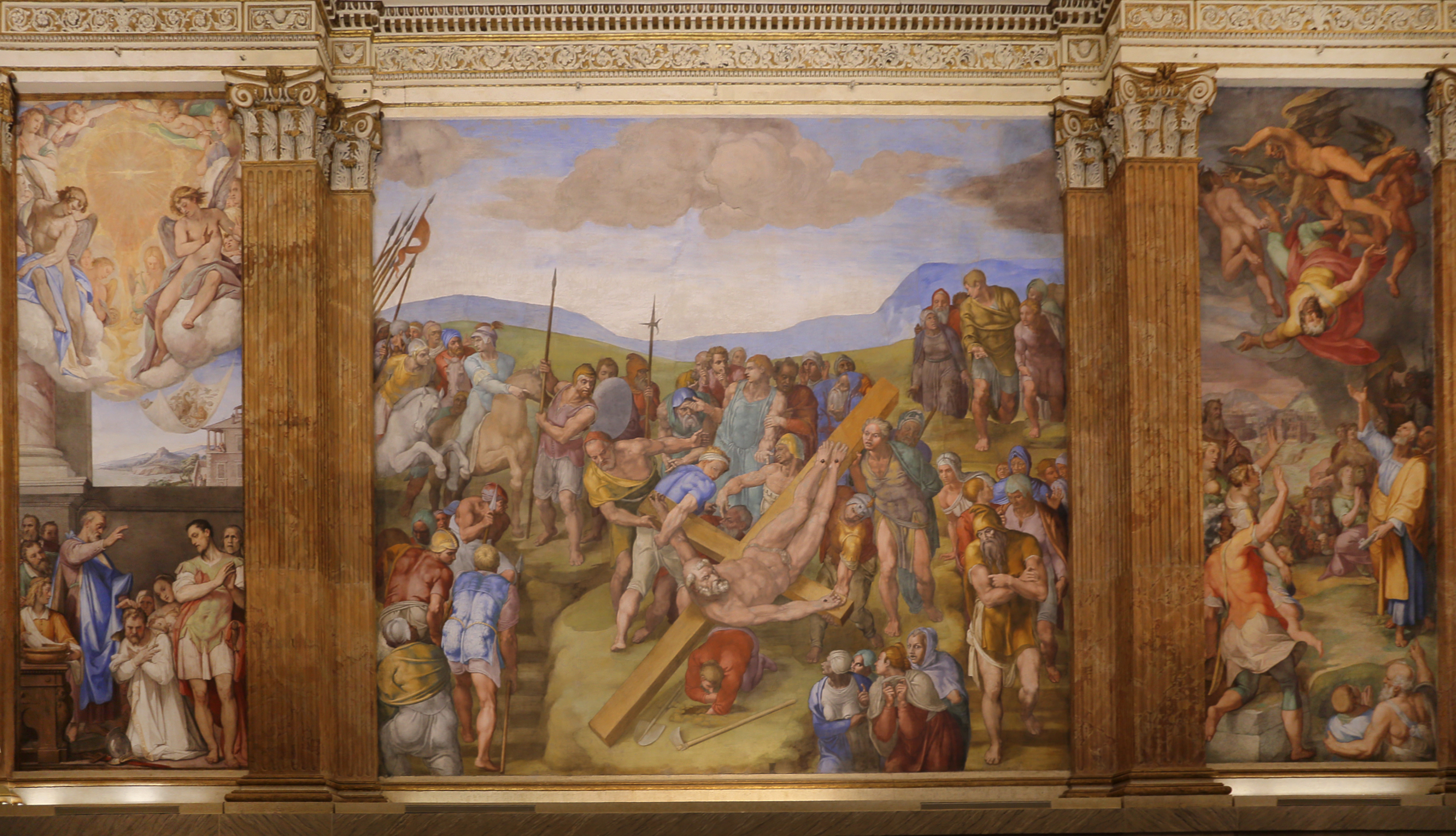
Mur de droite.

La chapelle possède une nef unique. Sa voûte en arc-de-cloître, éclairée d'une fenêtre à trois ouvertures comportant une lunette semi-circulaire sur le mur droit, est percée de deux ouvertures circulaires. Décorée par Perin del Vaga à partir de 1542 puis modifiée plusieurs fois, elle présente l'aspect issu des interventions de 1935-1936. Encadrées de stucs, plusieurs compositions de Federico Zuccari représentent des Scènes de la vie des apôtres Pierre et Paul : huit fresques ; quatre tondi ; quatre voiles avec, au centre, la Gloire de saint Paul ; sur la lunette du mur intérieur de la façade, la Libération de saint Pierre en prison.
Le mur intérieur s'orne d'un trompe-l'œil en fausse architecture d'Annibale Angelini (en). Au-dessus de la porte d'entrée, une plaque en marbre blanc aux coins en demi-lune comporte cette inscription latine :

« SACELLVM HOC

QVOD PAVLVS III [TERTIVS] PONT.(IFEX) MAX.(IMVS) CONDIDERAT

QVODQVE MICHAELANGELVS MIRABILITER

ALIIQVE ARTIFICES PINXERANT

CETERORVM ADDITIS OPERIBVS

ROMANORVM PONTIFICVM

PAVLV.(S) VI [SEXTVS] PONT.(IFEX) MAX.(IMVS)

PROVIDO DE CONSILIO REFECIT

IPSVMQVE PREACLARE

RENOVANDVM CVRAVIT

BENEDICTVS XVI [SEXTVS DECIMVS] PONT.(IFEX) MAX.(IMVS)

PAVLINO ANNO MMIX [BIS MILLESIMO NONO] ». 
Sur les côtés de l'entrée se trouvent à gauche un confessionnal en bois sculpté du XXe siècle et, à droite, un bénitier offert en 1877 par la garde noble au pape Pie XI, composé d'un socle en marbre noir d'Aquitaine où reposent deux angelots en bronze tenant une vasque en marbre rouge turc antique.
Aux coins se trouvent quatre paires d'anges dadophores en stuc, réalisés en 1580-1581 par Prospero Antichi (it). Les murs sont recouverts de fresques. Les deux parois latérales s'ornent chacune de trois peintures entrecoupées de pilastres corinthiens cannelés : celles de droite, consacrées à l'apôtre Pierre, montrent au centre le Martyre de saint Pierre par Michel-Ange, à l'extérieur la Chute de Simon le Magicien par Lorenzo Sabatini et, du côté du chœur, le Baptême du centurion Corneille par Federico Zuccari ; celles de gauche, honorant l'apôtre Paul, montrent au centre la Conversion de saint Paul par Michel-Ange qu'encadrent à l'extérieur la Lapidation de saint Étienne et, du côté du chœur, le Baptême de Paul dans la maison d'Ananias, deux compositions de Lorenzo Sabatini.

### Abside

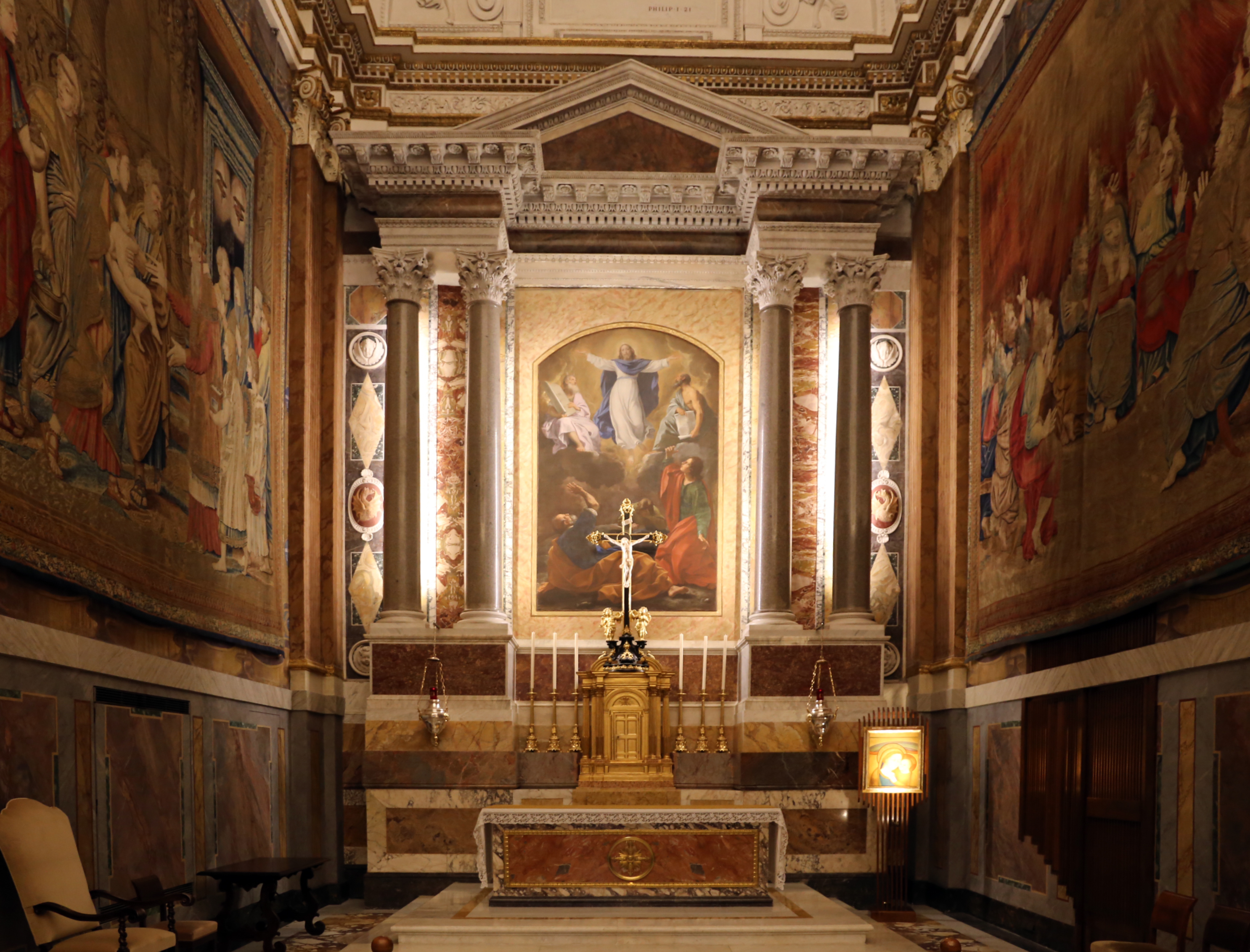
Autel.

La nef se termine par une abside à plan rectangulaire qu'éclaire une lanterne circulaire ouverte au centre de la voûte à caissons au riche décor en stuc. Au sommet du mur, dans un cadre en stuc, une plaque de marbre carrée porte une citation latine de saint Paul : « Mihi [enim] vivere Christus est et mori lucrum » (« Pour moi [en effet], vivre c'est le Christ et mourir est un gain » - Épître aux Philippiens, 1, 21). Deux tapisseries, représentant à gauche la Présentation de Jésus au Temple et à droite la Pentecôte, revêtent les parois latérales.
Contre le mur du fond se trouve l'autel en marbre polychrome, au tympan triangulaire reposant sur une riche corniche soutenue par deux paires de colonnes corinthiennes non cannelées. Dans le retable, la Transfiguration de Jésus, peinte en 1645 par Simone Cantarini, a été remise en place en 2009. Le pape Léon XII l'avait envoyée à Ancône pour la remplacer par une image de Mater boni consilii (la Mère de bon conseil). De taille considérable, le tabernacle du XVIIIe siècle a été restauré entre 2004 et 2009. Il est surmonté d'un crucifix de la fin du XVIIIe siècle en bois d'ébène orné de bronze doré, dont le Christ est en ivoire.
À l'exception de l'espace où se trouve l'autel, le chœur n'est pas surélevé. Il est ceint d'un chancel datant de Léon XIII. Le sol s'orne d'inserts géométriques en marbre polychrome. Au centre, le blason de Léon XIII remplace celui de Paul V.

### Sacristie
Une porte située dans le chœur, à droite de l'autel, donne accès à la sacristie qui conserve un crucifix provenant de la chapelle et un évier en bronze fin. Un ascenseur conduit à la chapelle de la Pietà. Cette liaison avait été prévue par Michel-Ange.

### Orgue
Dans la sacristie se trouve également l'orgue construit par le facteur Pinchi dans la seconde moitié du XXe siècle. Déjà en place lors de la restauration de 1974, il répond aux exigences du mouvement cécilien qui vise à restaurer la musique sacrée.
Placé près du mur sud de la salle, l'instrument à traction électropneumatique comprend tuyaux principaux et possède 13 registres. La console, indépendante, dispose de deux claviers de 61 notes chacun et d'un pédalier de 32 notes à marches radiales de forme concave.

## Conclaves
Avant l'ouverture d'un conclave, les cardinaux du Sacré Collège se rassemblent dans la chapelle Pauline pour assister à un sermon qui leur rappelle leur obligation de donner rapidement à l'Église son fils le plus apte comme souverain et guide. Ils se retirent ensuite dans la chapelle Sixtine pour élire le nouveau pape. Des messes solennelles « de Spiritu Sancto » (« du Saint-Esprit »), auxquelles tous les membres du conclave doivent assister, y sont célébrées quotidiennement.
La chapelle Pauline est utilisée pour le conclave de 1549-1550, la chapelle Sixtine divisée en 19 cellules ayant été affectée aux cardinaux infirmes. Ce conclave élit le pape Jules III.
La constitution apostolique de 1996 Universi Dominici gregis stipule que la chapelle Pauline est le lieu où les cardinaux-électeurs se réunissent  au début du conclave, avant d'entrer en procession dans la chapelle Sixtine. Cependant, en raison des travaux de restauration entamés en 2002, la chapelle n'est pas disponible pour le conclave de 2005 et on utilise la loggia des Bénédictions. Les travaux de restauration s'achèvent en 2009. Lors du conclave de 2013, c'est dans la chapelle Pauline que se réunissent les cardinaux-électeurs avant d'entamer leur procession vers la Sixtine. C'est aussi là que les fonctionnaires non cardinaux, le personnel de soutien et d'autres membres du personnel en fonction  prêtent serment de secret la veille du conclave,,.

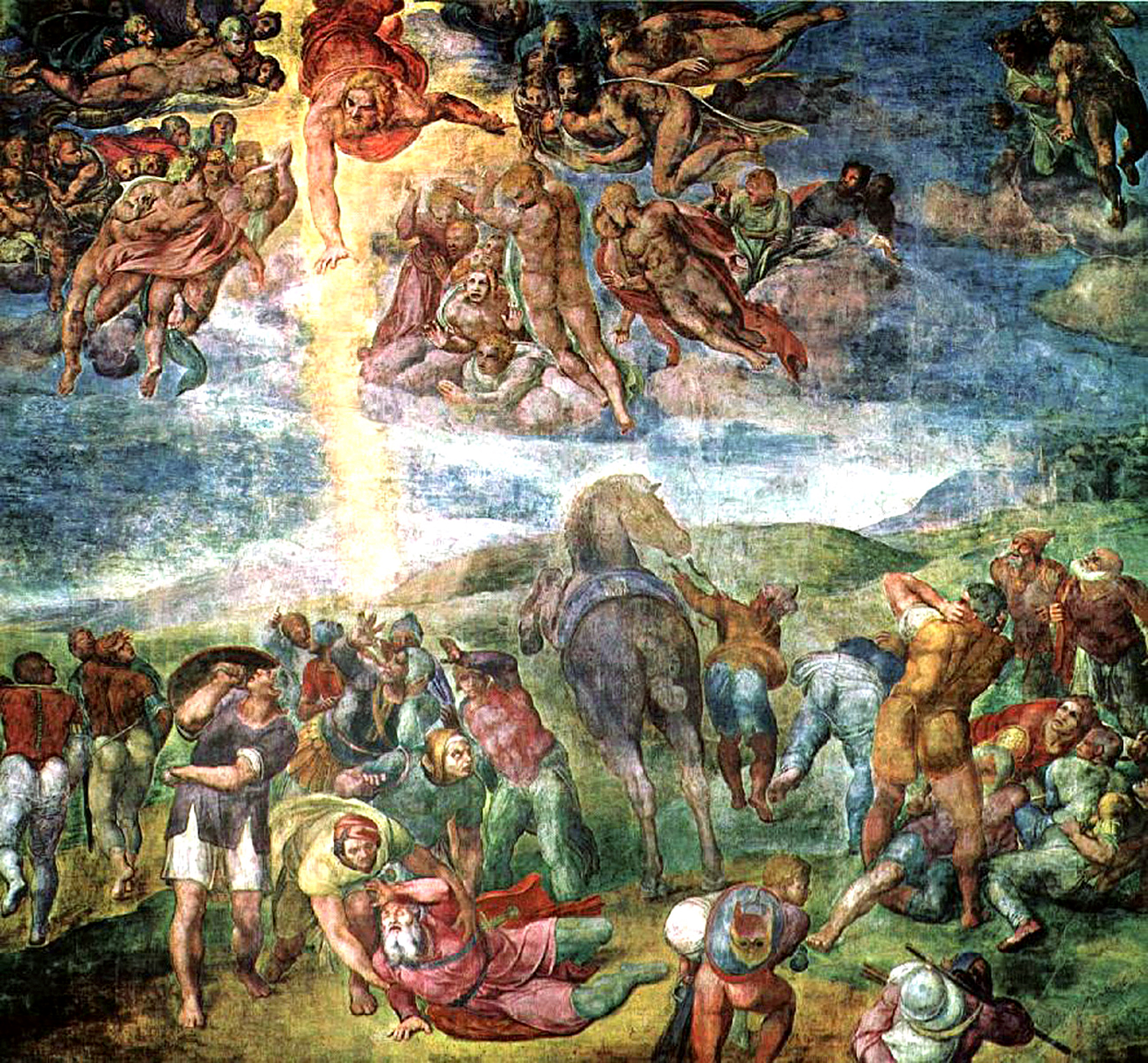
La Conversion de saint Paul. Paroi de gauche.
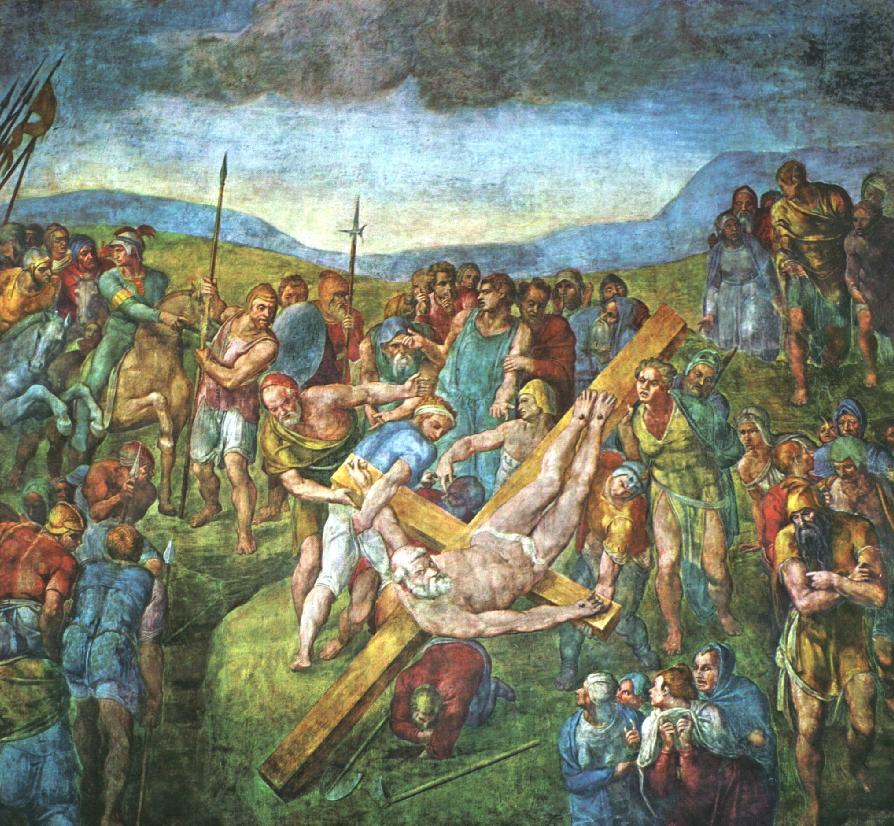
Le Martyre de saint Pierre. Paroi de droite.

## Autres chapellesPaulinesà Rome
Il existe à Rome deux autres chapelles Paulines, à la basilique Sainte-Marie-Majeure et au palais du Quirinal.

## Galerie d'images

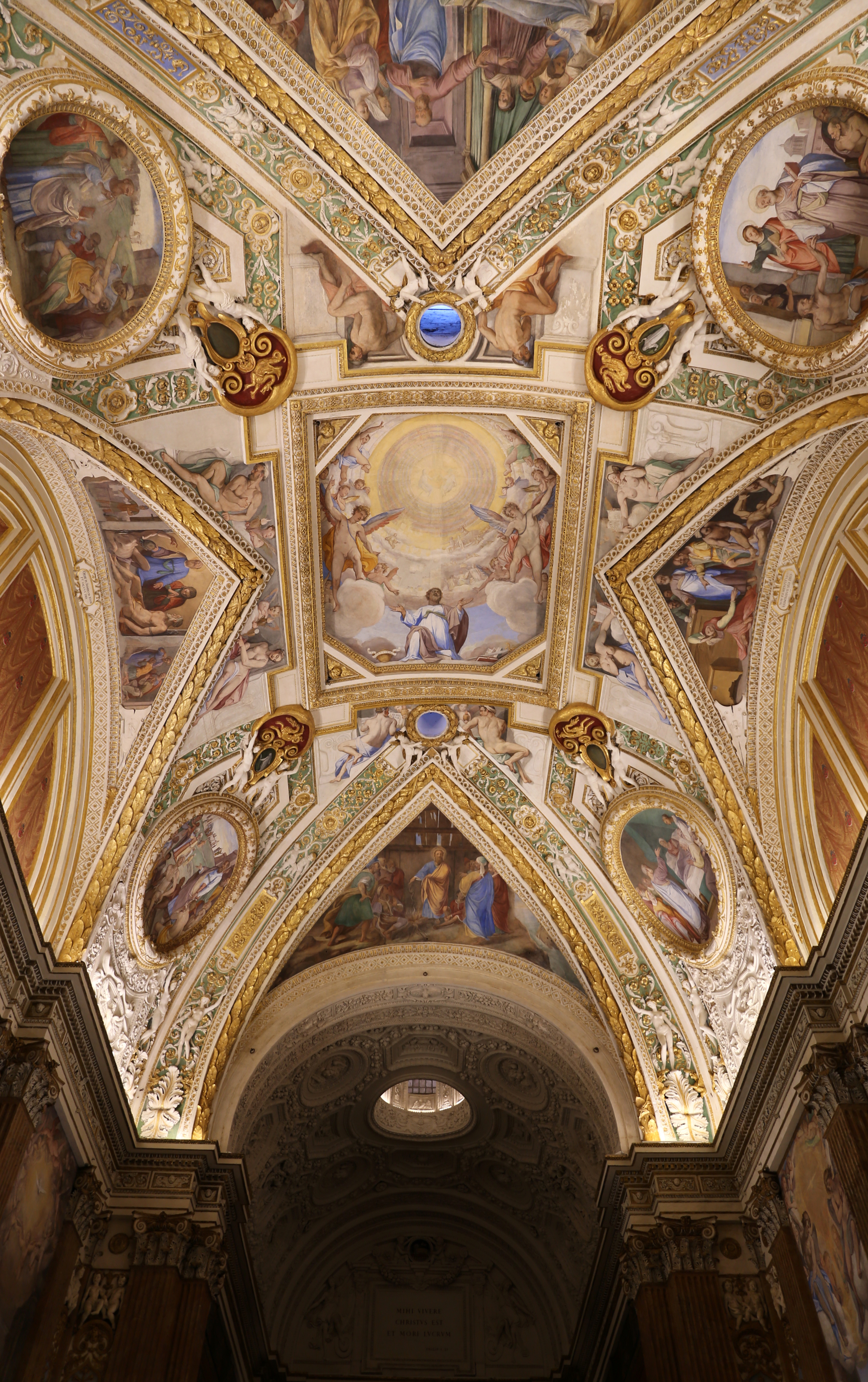
Voûte de la nef.
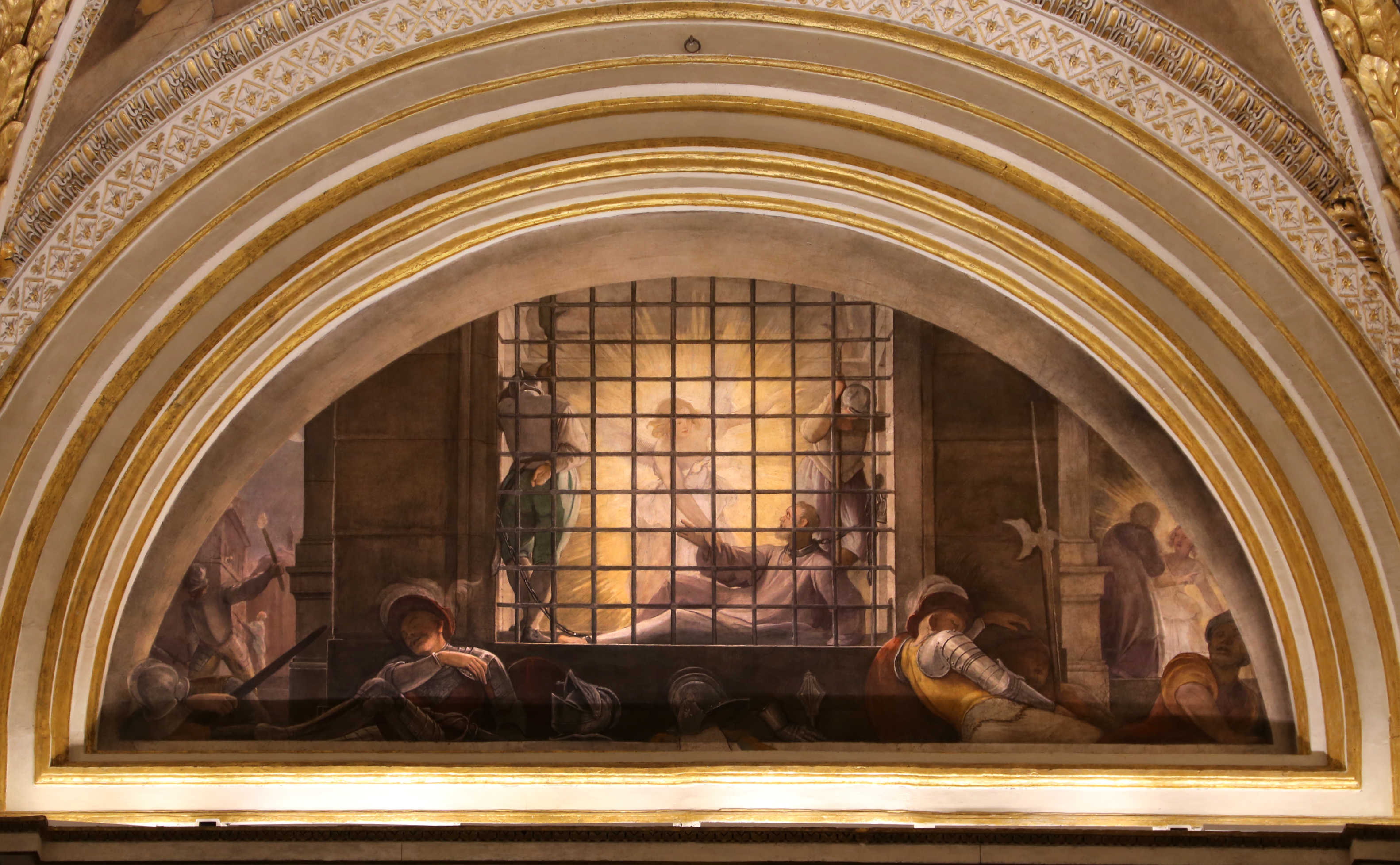
Libération de Saint-Pierre par Federico Zuccari.
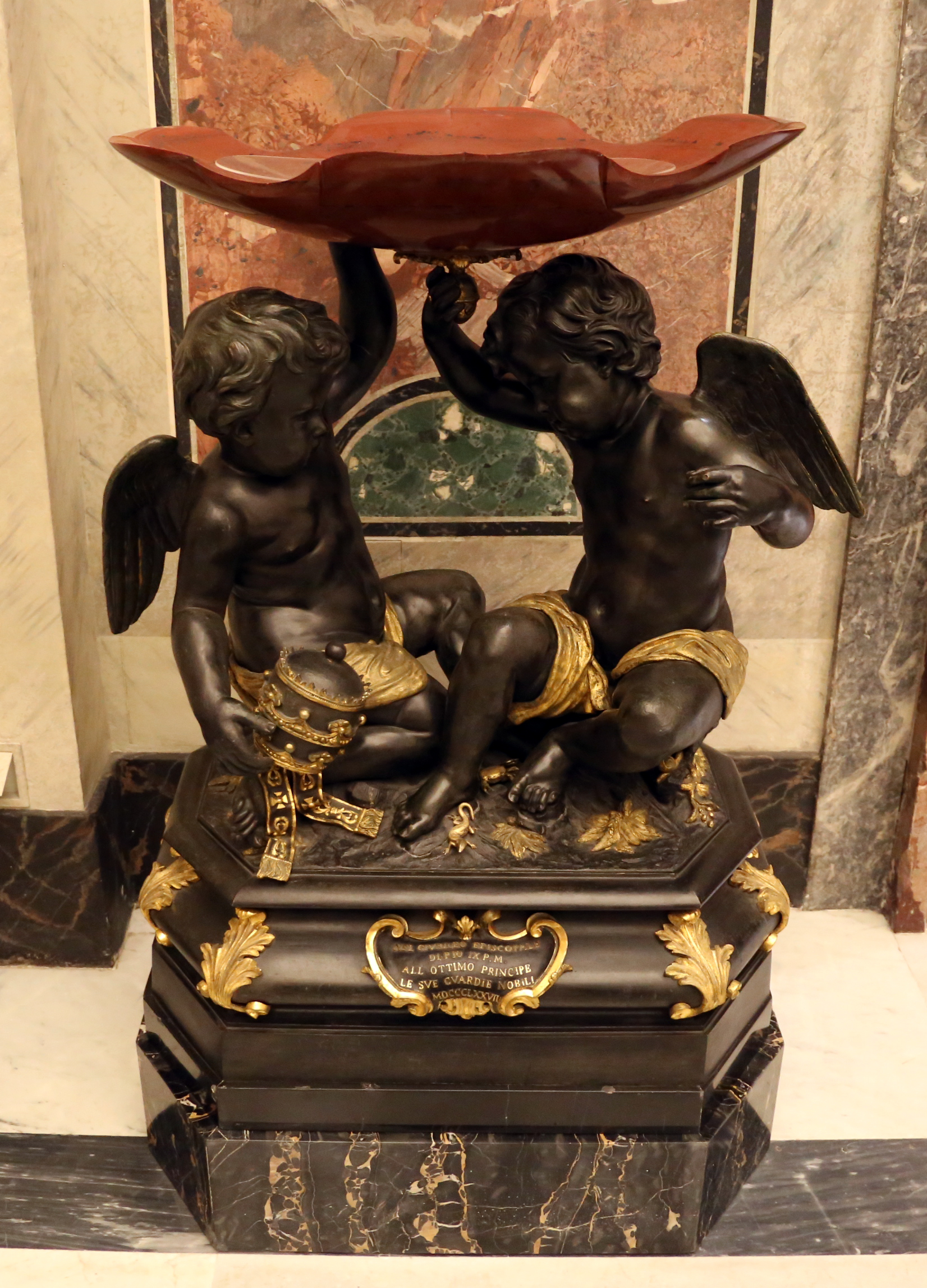
Bénitier.

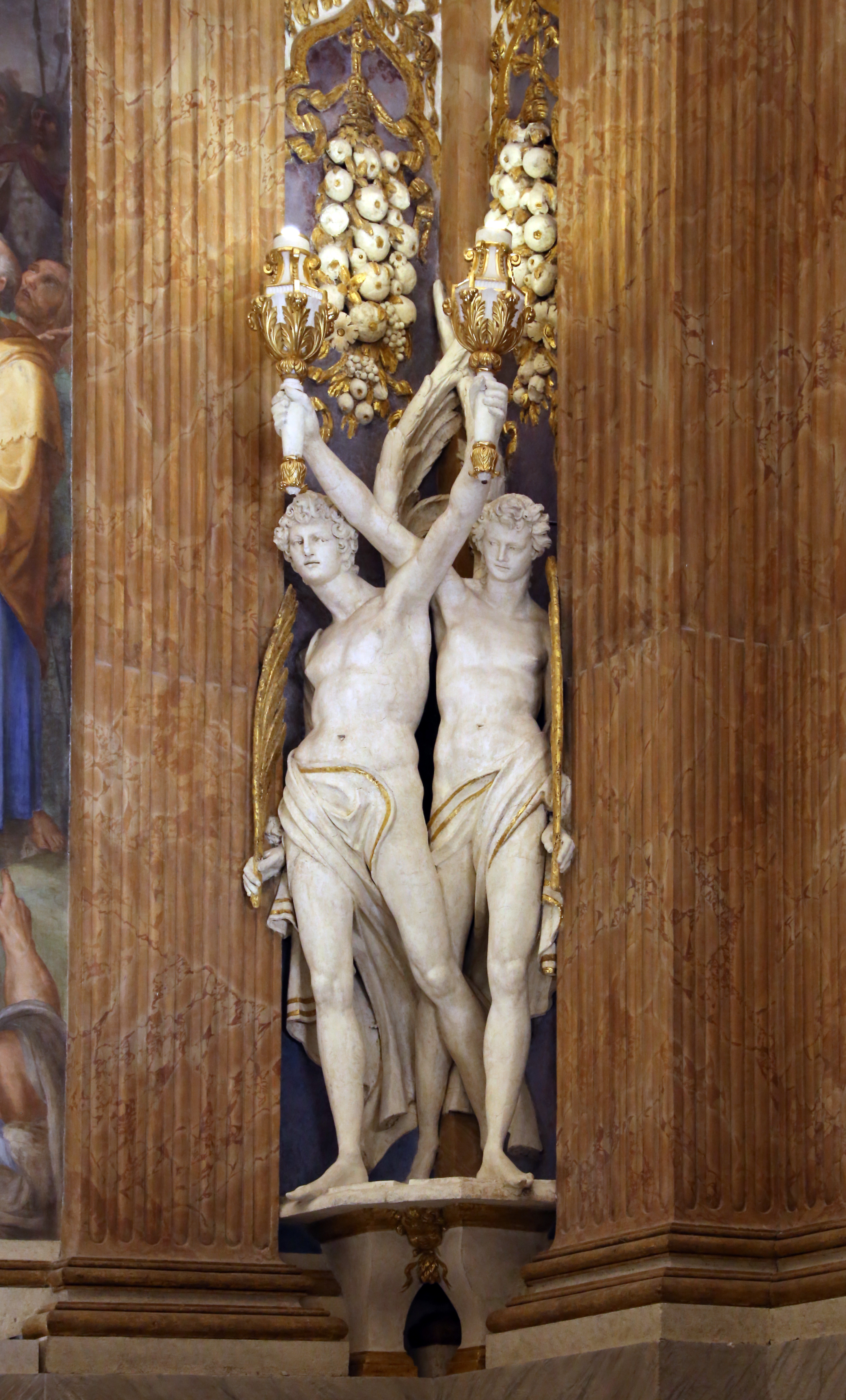
Anges porteurs de torches.
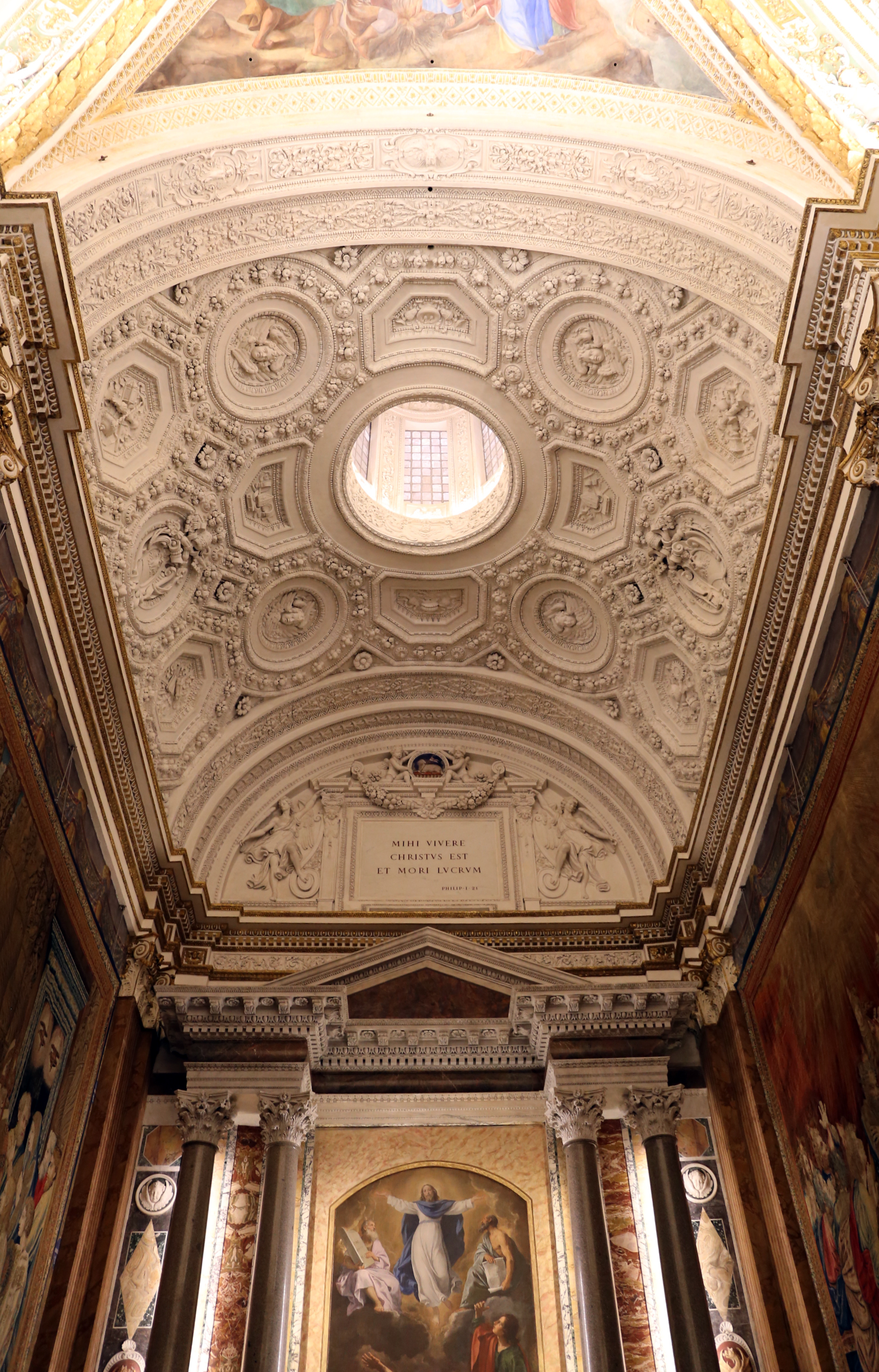
Voûte de l'abside.
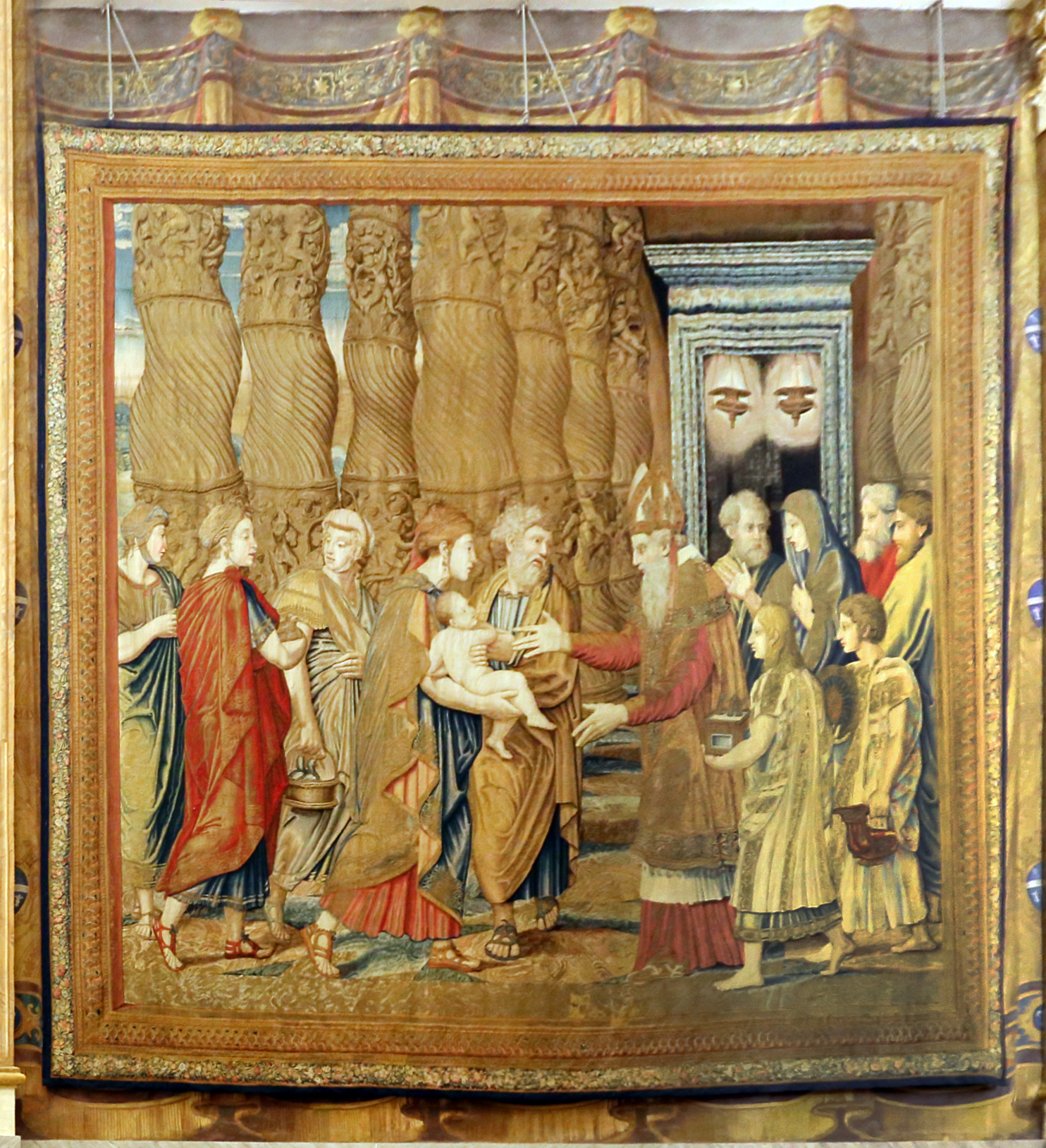
Présentation de Jésus au Temple.
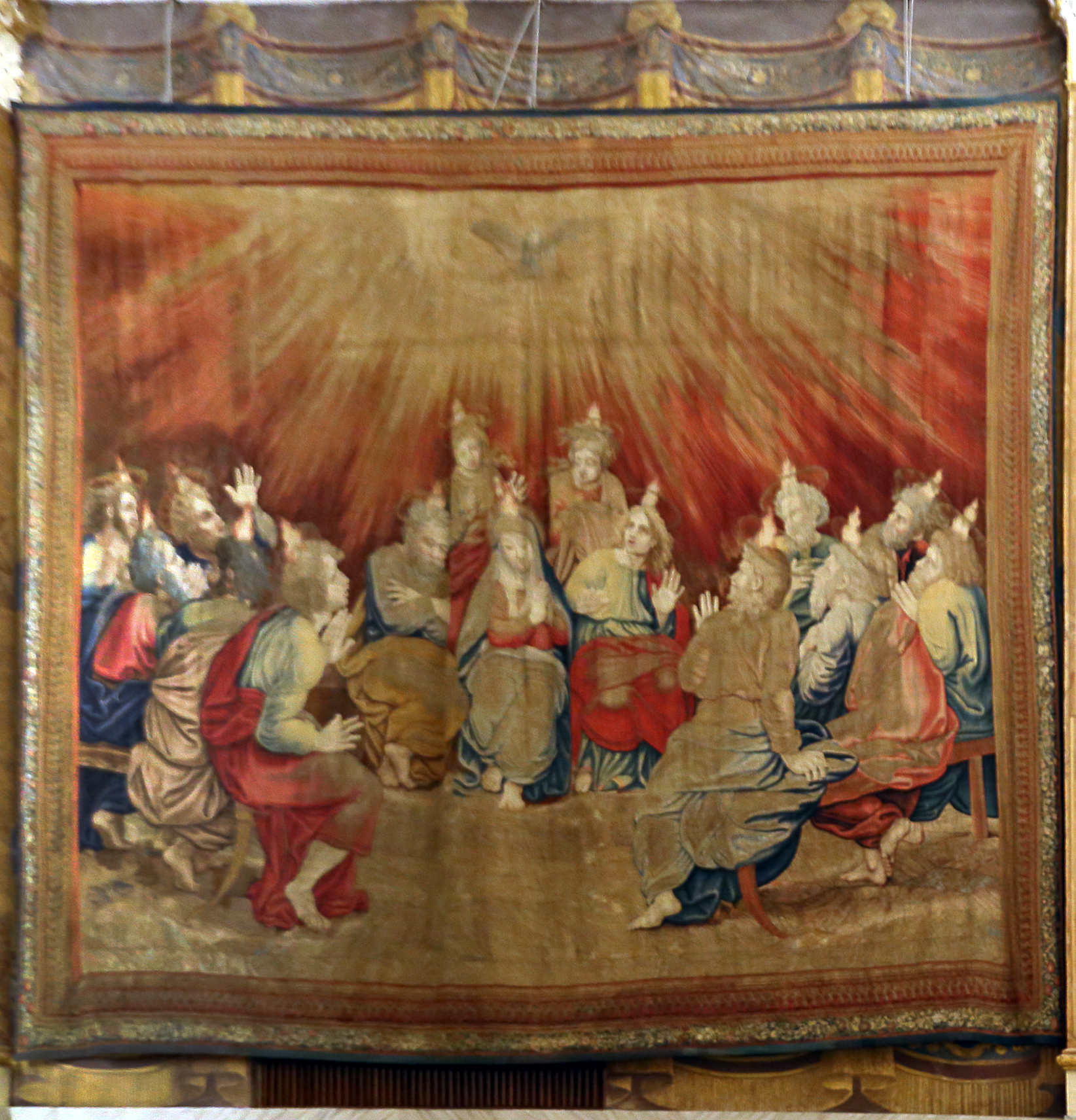
Pentecôte.